# Marie Chouinard

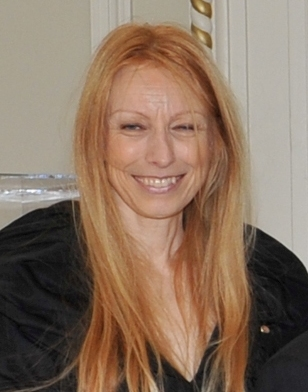
Marie Chouinard 2010

Marie Chouinard (* 14. Mai 1955 in  Quebec) ist eine kanadische Tänzerin, Choreografin und seit 1990 Leiterin eines eigenen Tanzensembles in Montreal.

## Leben und Leistungen
Frühes Renommee erwarb sie mit Tanzszenen wie Cristallisation (1978), als sie rohe Eier fallen ließ, oder Danse pour un homme habillé de noir et qui porte un revolver – Tanz für einen schwarz gekleideten Mann, der einen Revolver trägt (1979). Die Art Gallery of Ontario erteilte ihr Auftrittsverbot für eine Miktion in Petite danse sans nom. Skandalträchtig waren auch Danseuse-performeuse cherche amoureux or amoureuse pour la nuit du 1er juin (1981), wobei sie sich selbst versteigerte, und Marie Chien Noir (1982), das Masturbation zeigte.
Nach erfolgreicher Solotänzer-Karriere gründete sie 1990 in Montreal die Compagnie Marie Chouinard. Bemerkenswert waren ihre Interpretationen von Strawinskis Le sacre du printemps und Debussys Prélude à l’après-midi d’un faune. Die elfköpfige Compagnie tourte durch Orte wie  New York, Ottawa, Taipeh, Paris, Venedig, Amsterdam, Berlin und Wien. Ensemblemitglied Carol Prieur wurde 2010 zur Tänzerin des Jahres gewählt.

## Auszeichnungen
Außer einer Reihe anderer Auszeichnungen erhielt Marie Chouinard den Ordre du Canada, die höchste Ehrung des Landes für Zivilpersonen.